# Quentin Serron
Quentin Serron (Etterbeek, 25 februari 1990) is een Belgisch basketballer.

## Carrière
Serron begon zijn loopbaan bij Woluwe en Excelsior. In 2008 maakte hij de overstap naar Telenet Oostende. Aanvankelijk werd Serron nog uitgeleend aan Gistel, maar ondertussen won hij  met BC Oostende reeds 5 Belgische landstitels en vijf Belgische basketbalbekers. Individueel werd hij in het seizoen 2010-2011 uitgeroepen tot Belgische belofte van het jaar. Op het einde van het seizoen 2015-2016 werd hij uitgeroepen tot 58e Belgische speler van het jaar, een jaarlijkse sporttrofee van de Belgische krant Het Nieuwsblad.
Op 16 juni 2016 werd bekendgemaakt dat Serron vanaf het seizoen 2016-2017 zal uitkomen voor het Franse BCM Gravelines Dunkerque. Ook in het seizoen 2017/18 bracht hij door bij de Noord-Franse club. Hij vertrok voor het seizoen 2018/19 naar reeksgenoot Strasbourg IG waar hij in februari 2020 vertrekt. Hij speelde de rest van het seizoen uit bij het Spaanse Bilbao Basket, net zoals het seizoen 2020/21. Hij besluit in juni 2021 om zijn contract in onderling overleg te beëindigen bij Bilbao. Hij ging voor het seizoen 2021/22 spelen voor de Franse tweedeklasser Boulazac Basket Dordogne. In de zomer van 2022 tekent hij een driejarig contract bij de Belgische club Limburg United.
Serron maakt deel uit van de Belgische nationale ploeg. In 2013 nam hij met de Belgian Lions deel aan het Europees kampioenschap basketbal mannen 2013 waar de Belgische ploeg negende eindigde. Serron kwam op het veld tijdens drie wedstrijden. Op het Europees kampioenschap basketbal mannen 2015 eindigde hij met de Belgian Lions op de 13e plaats.

## Palmares

### Club
- Belgisch landskampioen: 2012, 2013, 2014, 2015, 2016
- Belgisch bekerwinnaar: 2012, 2013, 2014, 2015, 2016, 2024

### Nationale ploeg
- 2013 - 9e EK
- 2015 - 13e EK